# Јабланица (Вишеград)
Јабланица је насељено мјесто у општини Вишеград, Република Српска, БиХ. Према попису становништва из 1991. у насељу је живјело 28 становника.

## Становништво
| Демографија | Демографија | Демографија |
| Година      | Становника  | Становника  |
| ----------- | ----------- | ----------- |
| 1948.       | 90          |             |
| 1953.       | 95          |             |
| 1961.       | 82          |             |
| 1971.       | 70          |             |
| 1981.       | 42          |             |
| 1991.       | 26          |             |